# Southern hip-hop
Southern hip-hop, także dirty south – rodzaj hip-hopu powstałego w późnych latach 90., którego głównymi ośrodkami są: Memphis, Nashville, Nowy Orlean, Atlanta, Miami, San Antonio, Dallas, Austin i Houston. Odmianą dirty south jest crunk. Charakteryzuje się mocnym brzmieniem bitów, ulicznym slangiem. Jest to bardzo podobny styl do Braggadacio.

## Przedstawiciele
- 2 Live Crew
- 69 Boyz
- 8Ball
- 95 South
- Ace Hood
- 504 Boyz
- André 3000
- Archie Lee
- Arrested Development
- Baby Boy Da Prince
- B.G.
- B Man
- Beelow
- Big A (raper)
- Big Hawk
- Big Tuck
- Big Tymers
- Black Money
- BoneCrusher
- Boondox
- Boyz N Da Hood
- Bubba Sparxxx
- Bun B
- Camoflauge
- Carlos Cartel
- Carolina Kinfolk
- C-Murder
- Cash Money Millionaires
- Cee-Lo Green
- Chamillionaire
- Chingo Bling
- Chingy
- Chyna Whyte
- Clipse
- Crime Mob
- Conor Hill
- Cowboy Troy
- Crunchy Black
- Cunninlynguists
- CYNE
- D4L
- David Banner
- Deuce Dime Click
- Dem Franchize Boyz
- Denzel Curry
- Devin the Dude
- DJ Nawf
- Dirty
- DJ Unk
- Dorrough
- Drake
- Eightball & MJG
- Fat Pat
- Field Mob
- Fiend
- Flo-Rida
- Frayser Boy
- Freak Nasty
- Future
- Gangsta Boo
- The Geto Boys
- Goodie Mob
- Gucci Mane
- Guillotine
- Hurricane Chris
- Jacki-O
- Jermaine Dupri
- Jibbs
- JT Money
- JTwigg
- Juvenile
- Killer Mike
- Kingpin Skinny Pimp
- Little Brother
- Khia
- Lil Boosie
- Lil Jon
- Lil Josh
- Lil Keke
- Lil Flip
- Lil Romeo
- Lil Scrappy
- Lil Troy
- Lil Mill$
- Lil U
- Lil Wayne
- Lil Weavah
- Lil Wyte
- Little Brother
- Lucky Luciano
- Ludacris
- Luke
- Luther Campbell
- Kane & Abel
- DJ Magic Mike
- Maceo
- Magno
- Mannie Fresh
- Marly Mar
- Masai
- Master P
- Mia X
- Mike Jones
- Missy Elliott
- Mr. Bigg
- Mr. Serv-On
- Magic
- Mystikal
- Nappy Roots
- Nat
- Nelly
- No Limit Soldiers
- The Neptunes
- OutKast
- P. Diddy
- Pastor Troy
- Paul Wall
- Petey Pablo
- Pimp C
- Pitbull
- Plies
- Project Pat
- Prophet Posse
- Purple Ribbon All-Stars
- Rehab
- Rich Boy
- Rick Ross
- Scarface
- DJ Screw
- MC Shy D
- Quad City DJ’s
- Silkk Tha Shocker
- Slim Thug
- DJ Smallz
- Smitty
- DJ Smurf
- Soulja Slim
- Spanish Fly
- DJ Squeeky
- Stat Quo
- Screwed Up Click
- Shop Boyz
- Southside Mafia
- Tag Team
- Tha Dirtiest
- The D.O.C.
- Three 6 Mafia
- T.I.
- Timbaland
- T-Pain
- Trae
- Trent R. Glass
- Trick Daddy
- Trillville
- Trina
- TRU
- Twisted Black
- UGK
- Webbie
- White Dawg
- Witchdoctor
- Yelawolf
- Ying Yang Twins
- Yo Gotti
- Young Bleed
- Young Buck
- YoungBloodZ
- Young Dro
- Young Jeezy
- Yung Joc
- Yung Mafioso
- Young Money
- Yung Wun
- Ytcracker
- Z-Ro